# Jean-Joseph Cortez d'Auliac
Jean-Joseph Cortez d'Auliac, né le 15 mars 1773 à Dissay (Vendée), mort le 27 juillet 1807 à Dissay (Vendée), est un colonel français de la Révolution et de l’Empire.

## États de service
Elève à l’École militaire de Paris, il entre comme volontaire en 1786, dans le régiment de Lorraine-cavalerie, il y devient successivement brigadier, maréchal des logis et sous-lieutenant. 
En 1791, il passe avec le grade de capitaine dans les chasseurs des Cévennes, et il est attaché l’année suivante, en qualité d’adjoint, à l’état-major général de l'armée de l’Ouest. En 1792, il est nommé adjudant-général chef de bataillon, et il fait les guerres de cette année là et celle de 1793, à l’armée du Nord. Il est suspendu de ses fonctions le 17 avril 1794, par les représentants du peuple auprès de l’armée du Nord Hentz et Francastel, pour s’être déclaré contre les massacres et les incendies ordonné dans la Vendée.
Il est réintégré le 8 septembre 1794, par le Comité de salut public, avec le grade d’adjudant-général chef de brigade, et envoyé à l’armée des côtes de Brest. Le 10 octobre 1798, il est désigné par le Directoire, pour commander une expédition en Irlande, mais ayant appris la défaite de l’amiral Bompard, à la Bataille de l'île de Toraigh, il rentre en France pour rendre compte des motifs qui ont compromis sa mission. 
De l’an VII à l’an VIII, il se trouve à l’armée d’Italie, et de l’an IX à l’an X à l’armée d’observation du midi. Le 23 septembre 1802, il est commissionné comme chef d’état-major de la 13e division militaire, et il est fait chevalier de la Légion d’honneur le 26 novembre 1803, puis officier de l’ordre le 14 juin 1804.
Le 24 septembre 1805, il est employé au camp de Rennes, et le 18 février 1806, il retourne dans la 13e division militaire. Le 22 septembre 1806, il est attaché au 8e corps de la Grande Armée, et de retour en France l’année suivante, il meurt dans ses foyers le 27 juillet 1807, à la suite d’une courte maladie.

## Sources
- A. Lievyns, Jean Maurice Verdot, Pierre Bégat, Fastes de la Légion-d'honneur, biographie de tous les décorés accompagnée de l'histoire législative et réglementaire de l'ordre, Tome 2, Bureau de l’administration, 1842, 344 p. (lire en ligne), p. 293.
- Correspondance générale : Vers le Grand Empire, 1806, édition Fayard, 2009, p. 1415.
- Danielle Quintin et Bernard Quintin, Dictionnaires des colonels de Napoléon, S.P.M., 2013, 978 p. (ISBN 978-2-296-53887-0, lire en ligne), p. 157